# Kloster Apostolos Andreas

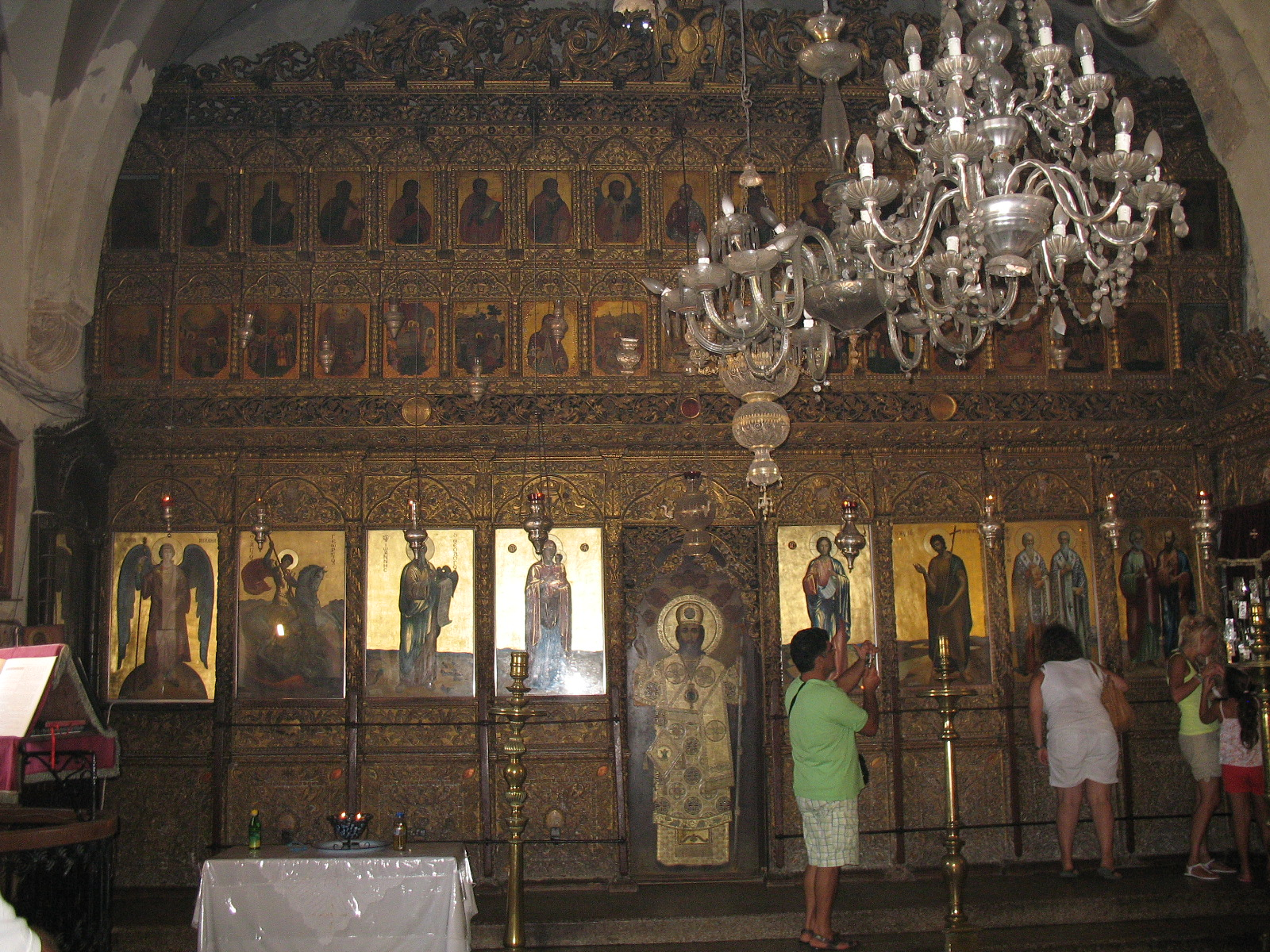
St.-Andreas-Kloster, Ikonenwand

Das Kloster Apostolos Andreas (griechisch: Απόστολος Ανδρέας, türkisch: Apostolos Andreas Manastırı, deutsch: Apostel Andreas) liegt am nordöstlichsten Punkt der Karpas-Halbinsel auf Zypern und gehört politisch zur Gemeinde Rizokarpaso (griechisch Ριζοκάρπασο, türkisch Dipkarpaz).
Das Kloster ist einer der wichtigsten Wallfahrtsorte der zypriotisch-orthodoxen Kirche und war als das Lourdes von Zypern international bekannt. Die Bewohner gliederten sich in zwei Gruppen: auf der einen Seite die permanent dort lebenden Mönche und andererseits Priester und Laienbrüder, die für eine bestimmte Zeit zu Gast waren. Bis 1974 war ein reger Andrang von Besuchern zu verzeichnen, die neben dem Kloster auch die Sankt-Andreas-Quelle am Fuße des Bauwerks besuchten. Außer den Griechen betrachten auch die Türken die Quelle als heiligen Ort.

## Geschichte

### Gründungslegende, orthodoxer Wallfahrtsort
Einer in Zypern geläufigen Legende nach wurde das Kloster an der Stelle errichtet, an der der Apostel Andreas auf seiner Reise nach Kleinasien Schiffbruch erlitt, am heutigen Kap Apostolos Andreas. Nachdem sich alle an Land hatten retten können, schlug Andreas mit seinem Stock auf einen Felsen und eine Quelle tat sich auf und versorgte die Schiffbrüchigen mit Trinkwasser. Das Wasser hatte heilende Kräfte und als der Kapitän des Schiffes sein blindes Auge damit benetzte, konnte er wieder sehen. Eine andere Version erzählt, dass Andreas dem Kapitän prophezeite, er solle dort an Land gehen und er würde sein blindes Auge wieder sehend machen können.
Im Laufe der Jahrhunderte entwickelte sich die Quelle zu einem Wallfahrtsort und spätestens im 12. Jahrhundert stand hier ein befestigtes Kloster (Entstehungszeit unbekannt), da Richard Löwenherz hier die Kapitulation von Isaak Komnenos, dem letzten byzantinischen Herrscher von Zypern, entgegennahm, der sich 1185 unabhängig gemacht hatte. Von diesem ersten Kloster ist jedoch keine Bausubstanz mehr erhalten.

### Ersatz durch katholische Kapelle (15. Jahrhundert), erneut orthodoxe Kirche (16. Jahrhundert)

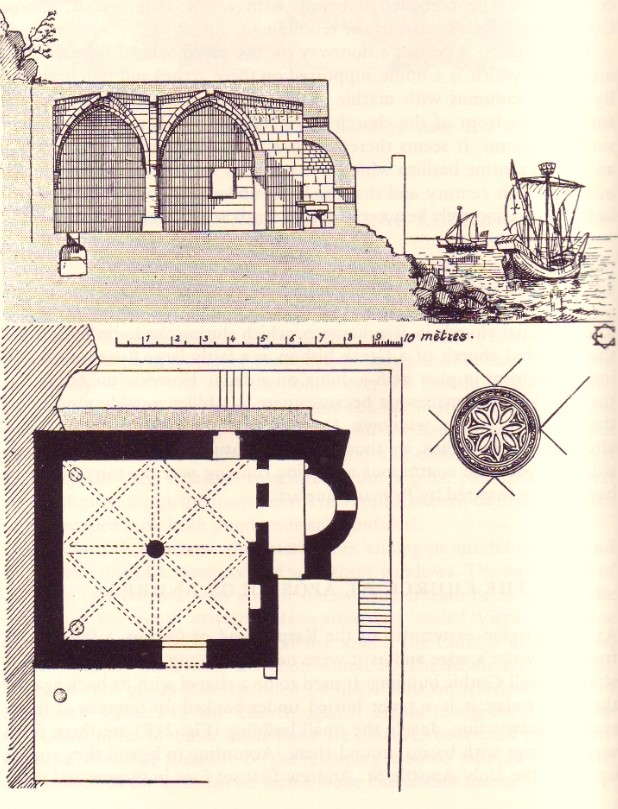
St.-Andreas-Kloster; Querschnitt und Grundriss der gotischen Kapelle

Im 15. Jahrhundert wurde eine gotische katholische Kapelle errichtet, die von einem fränkischen Edelmann gestiftet wurde. Sie liegt heute drei Meter unterhalb der Hauptkirche. Sie ist klein und dunkel, in der Mitte trägt eine zentrale Gewölbestütze das Kreuzgewölbe. Die Quelle, die früher in einer Ecke entsprang, wurde in der Neuzeit mittels einer Leitung nach außen gelegt. Nach der osmanischen Eroberung wurde die Kapelle in eine orthodoxe Kirche umgewandelt.

### Neubau (1865–67), Wallfahrtsort (ab 1895)

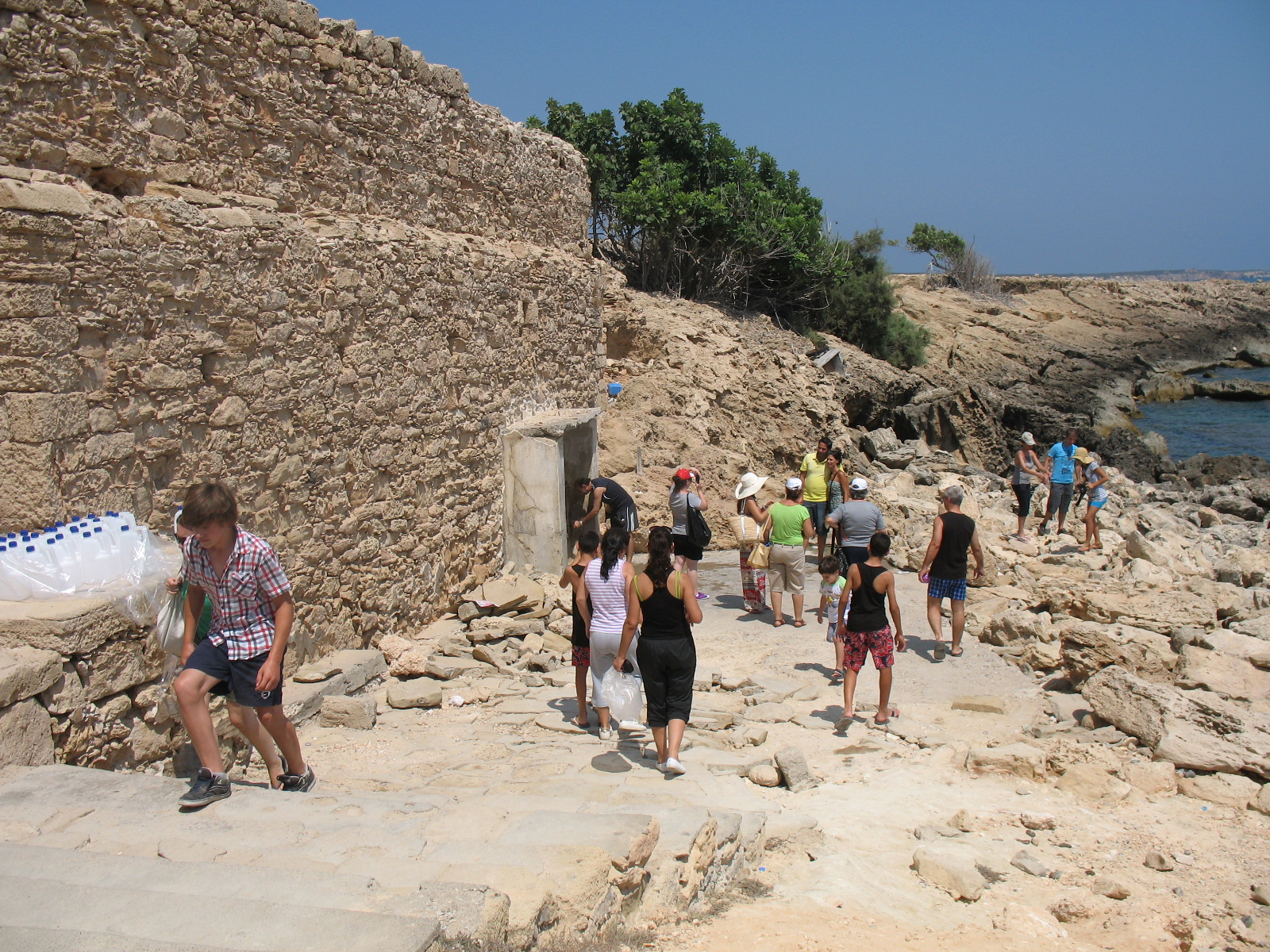
St. Andreas Kloster; Pilger an der heiligen Quelle

Die heutige Kirche und die Klosterbauten stammen aus den Jahren 1865 bis 1867 und wurden unter dem Oikonomos („Hausverwalter“; d. h. Leiter des Klosters) Papa Ioannis errichtet.
Einen großen Aufschwung erhielt die Wallfahrt zum Kloster im Jahre 1895: Der dreizehnjährige Pantelis, Sohn der Maria Georgiou, einer Griechin, die in Antalya lebte, wurde entführt, und erst 1912 erschien Maria der Apostel Andreas im Traum und befahl ihr, in seinem Kloster auf Zypern für die Rückkehr ihres noch immer vermissten Sohnes zu beten. Während der Überfahrt nach Zypern erzählte die Mutter den Passagieren ihre Geschichte und einer davon fragte sie, ob ihr Sohn bestimmte Geburtsmale hätte, an denen sie ihn erkennen könnte. Sie schilderte diese und der junge Mann zog seine Kleider aus und hatte diese Merkmale.

### Unterbrechung der Wallfahrten (1974–2003)
1974 wurden die Wallfahrten durch den Einmarsch der türkischen Armee  unterbrochen. Die meisten Zyperngriechen mussten fliehen, nur eine kleine Minderheit in Rizokarpaso durfte bleiben.
Seit April 2003 ist die Grenze für Zyperngriechen wieder offen und die Wallfahrten wurden wieder aufgenommen. 2008 wurde das St.-Andreas-Kloster in die Projektliste des Entwicklungsprogramms der Vereinten Nationen (englisch United Nations Development Programme, UNDP) aufgenommen. Die US-amerikanische Regierung stellte dafür fünf Millionen Dollar bereit. Die orthodoxe Kirche verweigerte jedoch die Zusammenarbeit, da sie in den Unterlagen nur als Nutznießer und nicht als Eigentümer auftaucht. Die international nicht anerkannte Türkische Republik Nordzypern betrachtet sich seit 1974 ebenfalls als Eigentümer.

Briefmarke mit St.-Andreas-Mosaik aus der Klosterkirche

Im Januar 2013 stellte die Türkische Republik Nordzypern fünf Millionen Euro für die Restaurierung des Klosters unter der Leitung internationaler Experten bereit. Das Oberhaupt der zypriotischen Kirche, Erzbischof Chrysostomos II., erklärte jedoch, er wolle lieber das Kloster verfallen lassen, als dass es Türken renovieren. Trotzdem wurde mit den Arbeiten begonnen.
Nach intensiven diplomatischen Bemühungen der UN änderte auch der Erzbischof seinen Kurs und so kam es im September 2014 zu einem historischen Abkommen zwischen UNDP, der Kirche von Zypern und der EVKAF Administration.
Die Arbeit ging in Etappen voran, nämlich die Reparatur der Nebengebäude, die Anlage von Mauern und Wegen sowie das Pflanzen von 8.000 Bäumen und schließlich die Restaurierung der gotischen Kapelle.

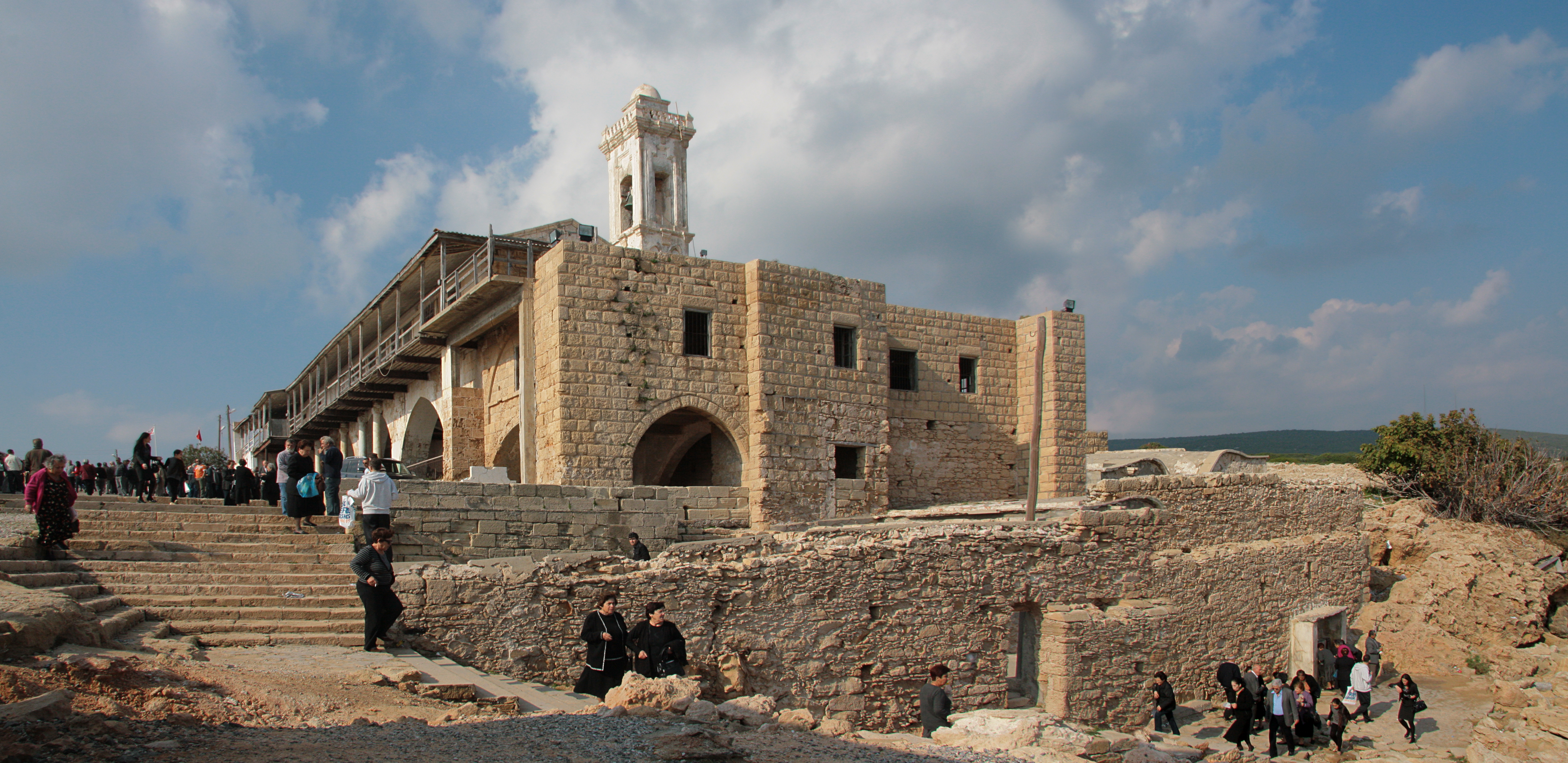
Zustand im November 2009
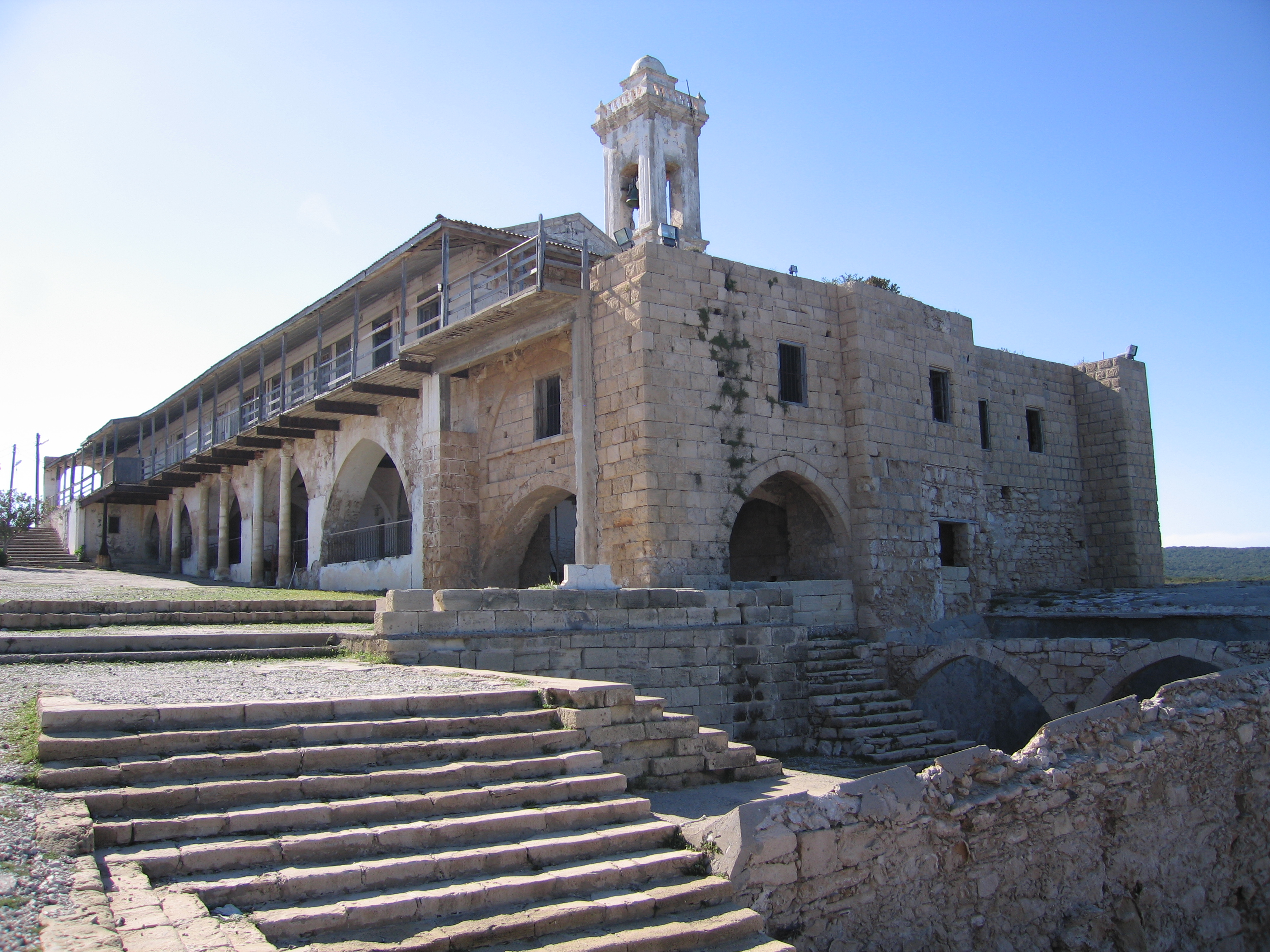
Zustand im April 2010
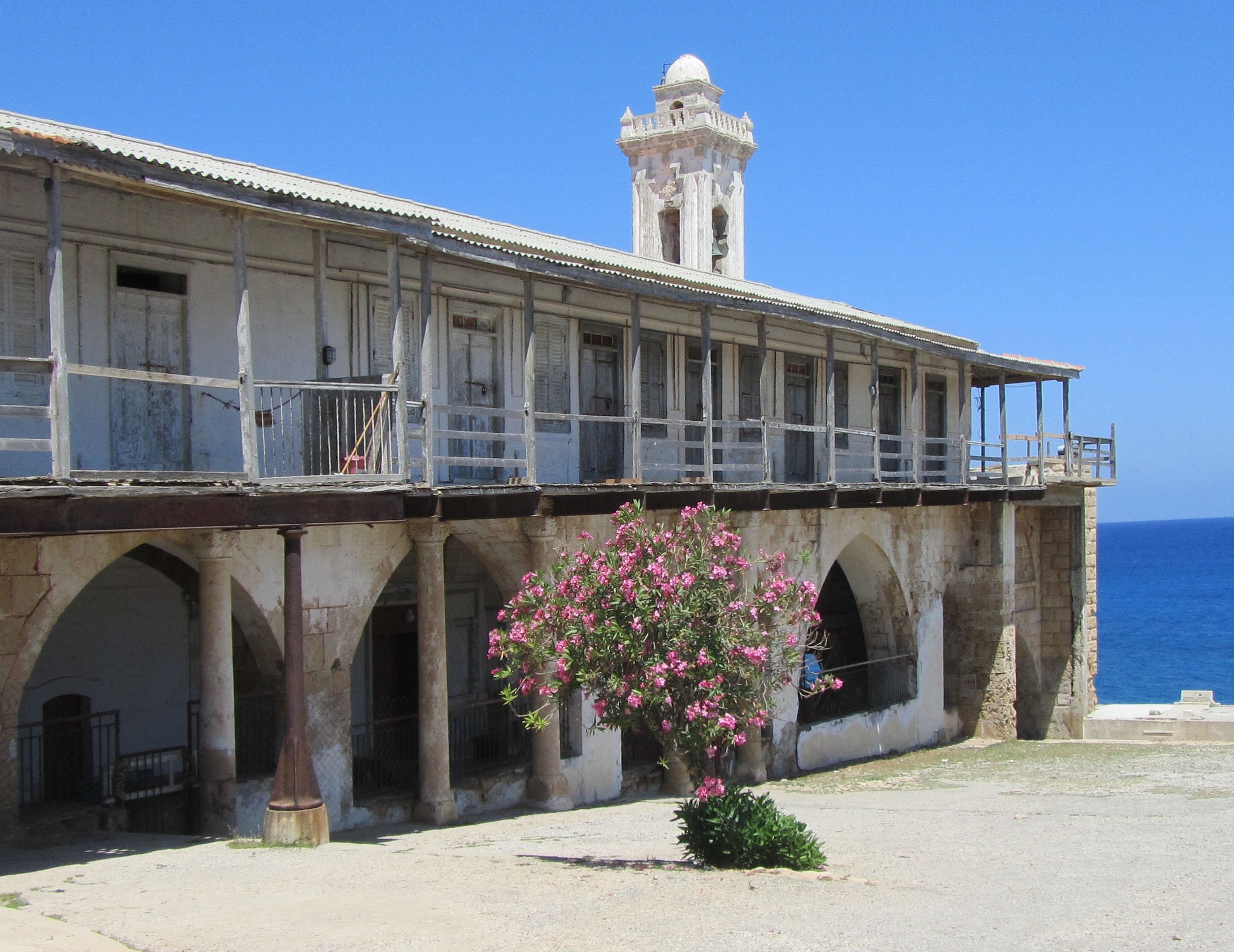
Zustand im Mai 2011
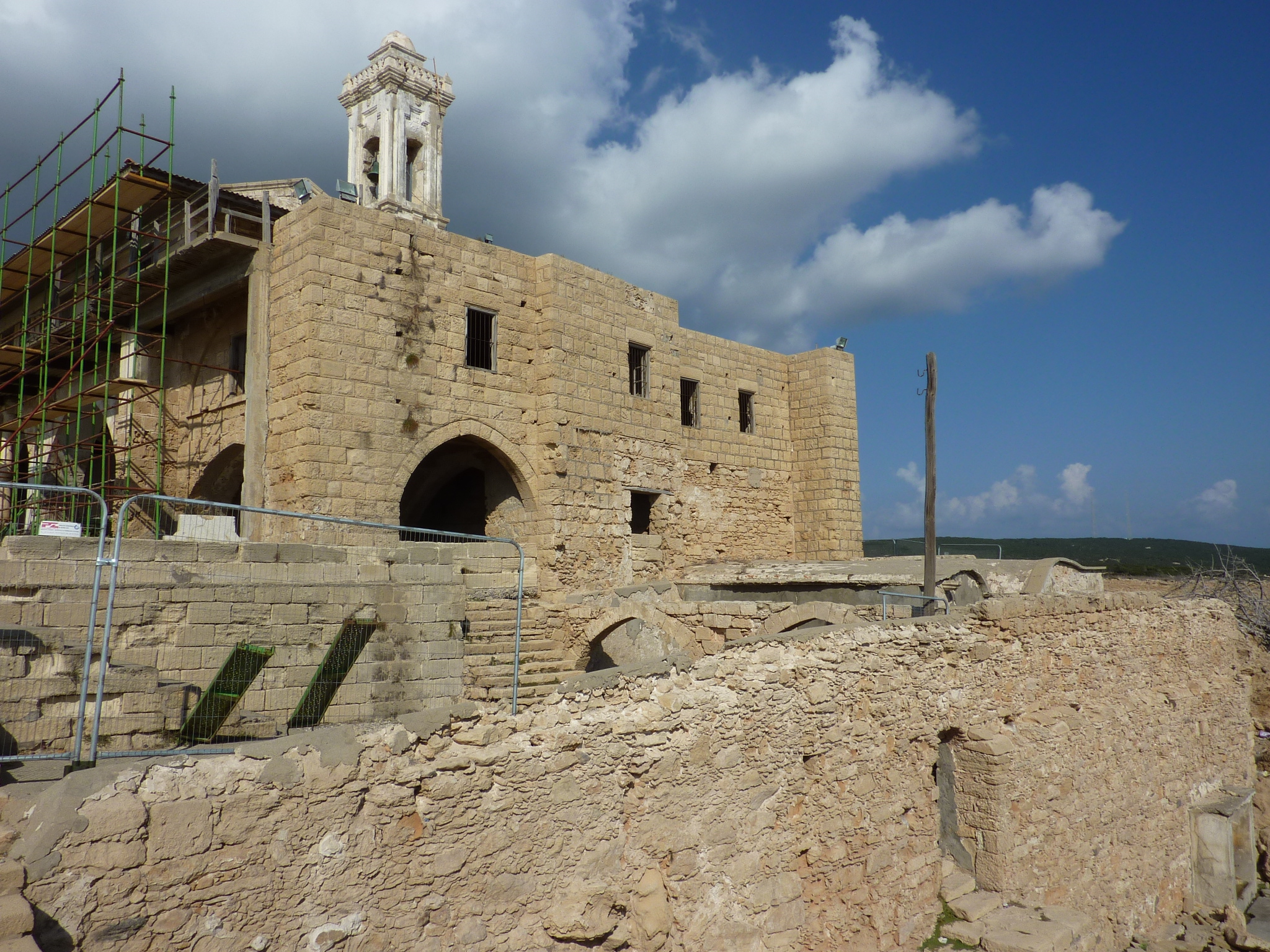
Das Kloster während der Restaurierungsarbeiten, Oktober 2014
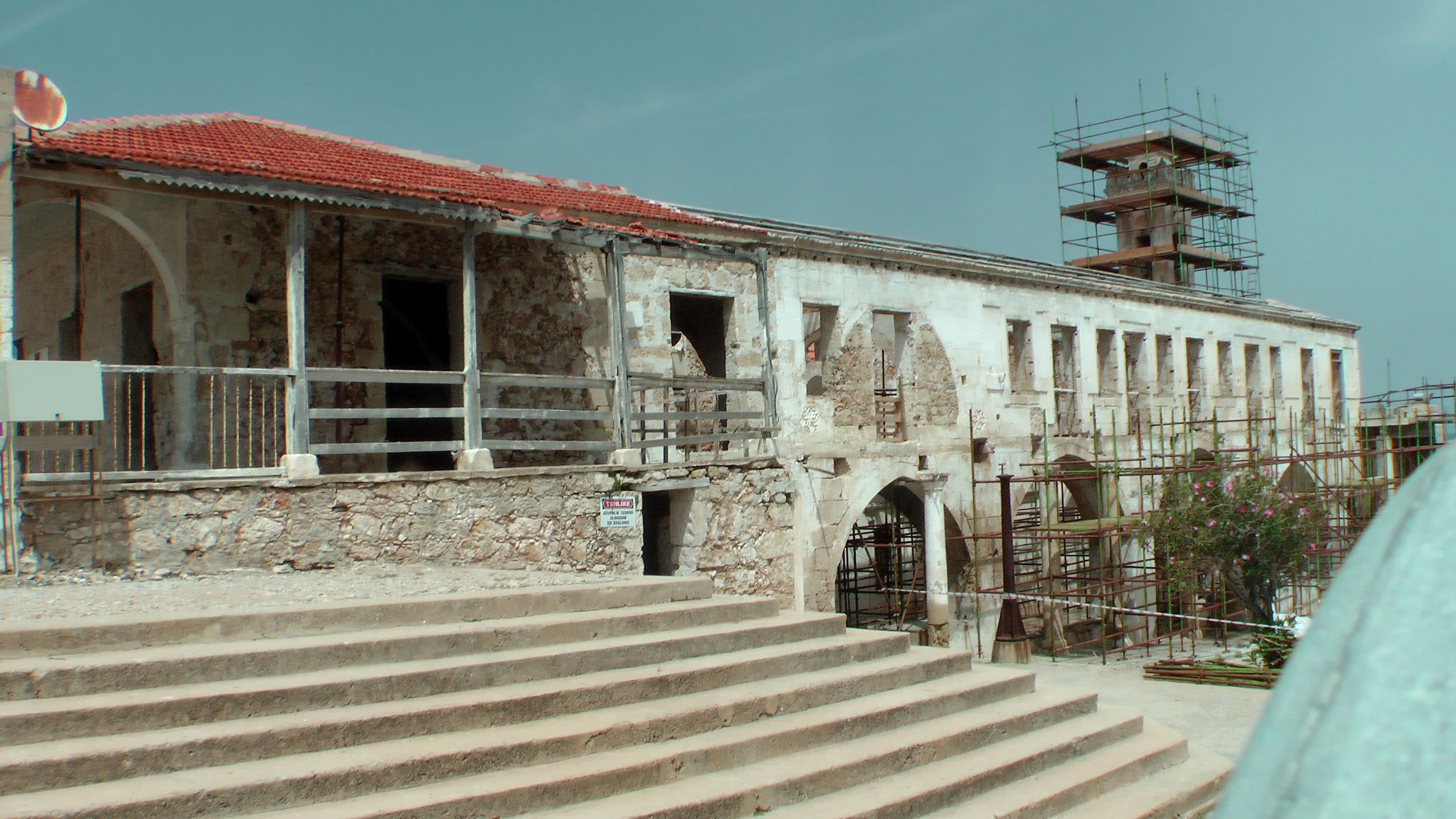
Zustand im April 2015 (?)
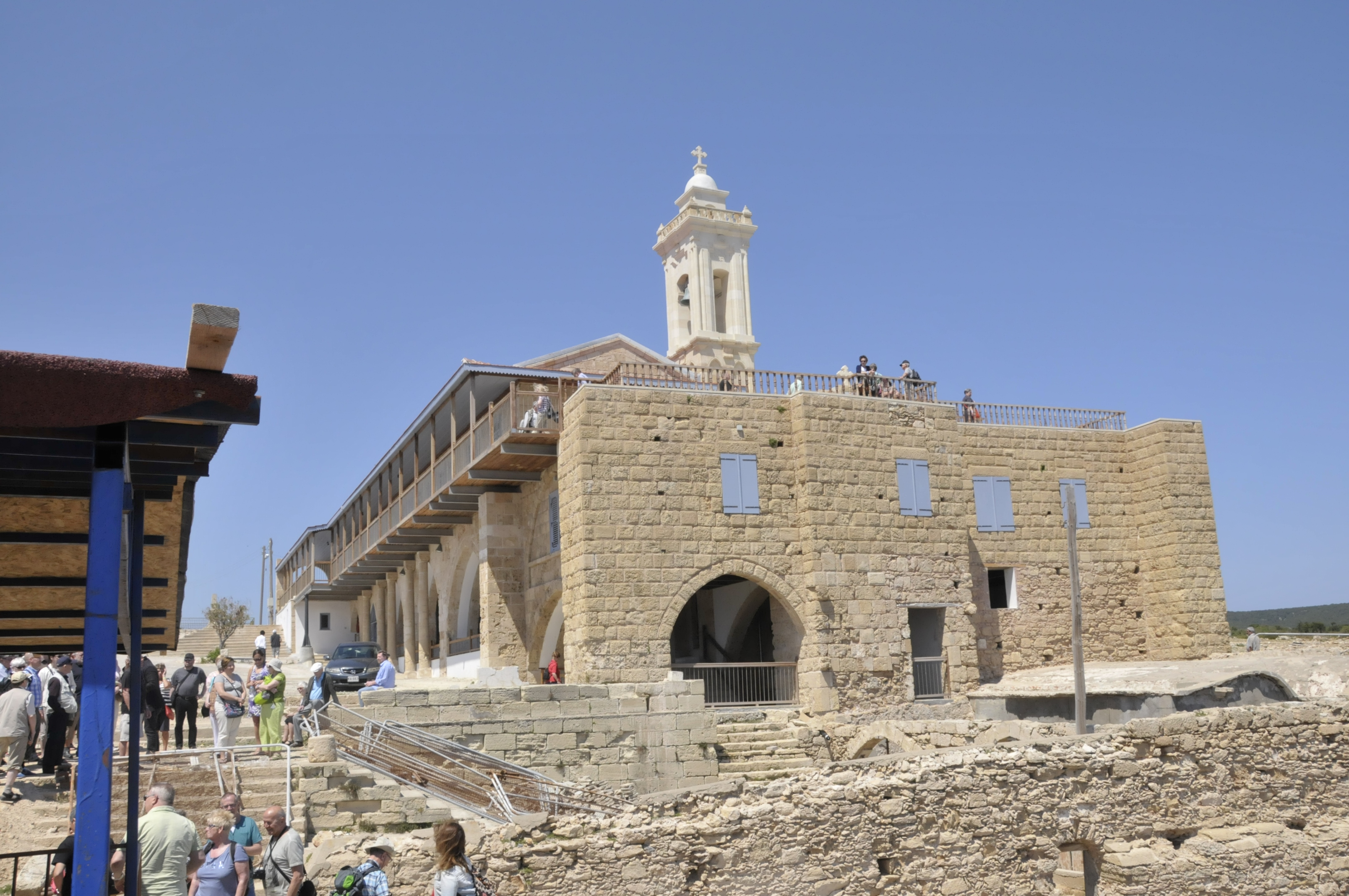
Zustand im April 2017